# Testament der Erminethrudis

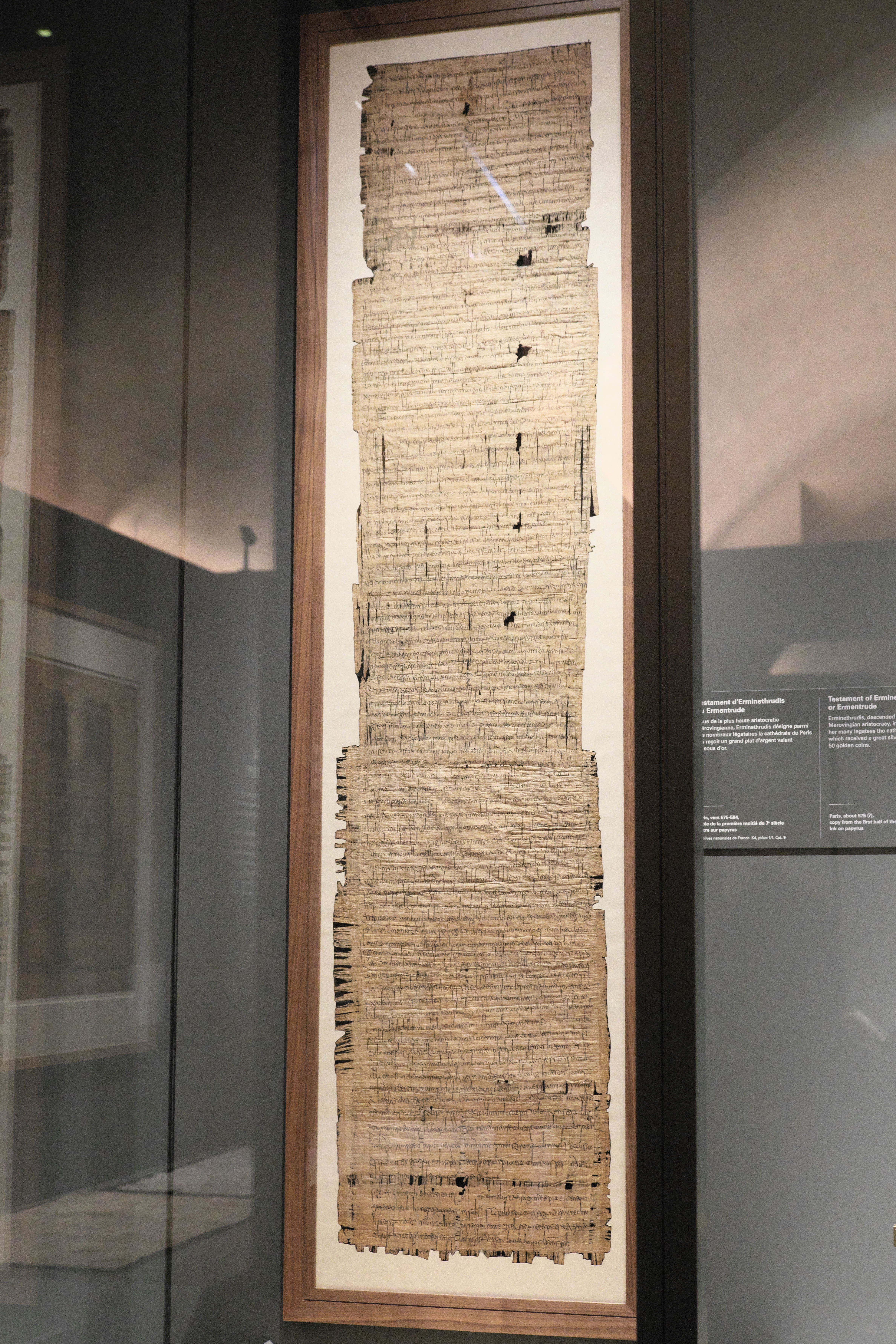
Testament der Erminethrudis in der Ausstellung Le trésor de Notre-Dame de Paris im Museum des Louvre in Paris

Das Testament der Erminethrudis ist das älteste Dokument, das im französischen Nationalarchiv (Archives nationales) aufbewahrt wird. Es wurde vermutlich zwischen 567 und 584 verfasst und ist in einer Abschrift aus der ersten Hälfte des 7. Jahrhunderts erhalten. Es das einzige erhaltene Testament einer Frau aus merowingischer Zeit.
Vom 18. Oktober 2023 bis zum 29. Januar 2024 wird das Testament im Rahmen der Ausstellung Le trésor de Notre-Dame de Paris (Der Kirchenschatz der Kathedrale Notre-Dame) im Louvre in Paris gezeigt.

## Geschichte
Der Text der erhaltenen Kopie ist mit Tinte auf Papyrus geschrieben. Aufgerollt hat das Dokument eine Länge von 1,50 Meter. Die Verfasserin des Testaments, Erminethrudis (oder Ermentrude/Ermintrude), gehörte vermutlich der hohen merowingischen Aristokratie an.
Das Dokument wurde bis 1793 in der Abtei Saint-Denis aufbewahrt. Dass das Testament erhalten blieb, ist weniger der Bedeutung zu verdanken, die die Mönche dem Schriftstück zuwiesen, sondern der Wiederverwendung des Papyrus, den die Mönche von Saint-Denis dazu benutzten, um ihn auf der Rückseite erneut zu beschreiben und damit ein gefälschtes Dokument zu erzeugen. Nach der Auflösung der Abtei im Zuge der Französischen Revolution wurde das Testament in das Nationalarchiv gebracht, wo es sich seitdem befindet.

## Datierung des Testaments
Zur Frage der Datierung wurden der Aufbau und die verwendeten Formulierungen mit Testamenten wie dem Testament de saint Rémi aus der Zeit um 533 und anderen Dokumenten aus merowingischer Zeit verglichen.
Für die zeitliche Einordnung des Testaments wurden auch die damaligen Besitzverhältnisse der Güter herangezogen, über die im Testament verfügt wird. So wird ein Landgut („villa“) bei Lagny-sur-Marne („Latiniaco, sita in territuri[o] Meldinse“) erwähnt, das als väterliches Erbe in den Besitz von Deorovaldus, dem früh verstorbenen Sohn von Erminethrudis, gelangt war. Dieses Landgut vermachte Erminethrudis in ihrem Testament auf Wunsch („ex demandacione bonae“) ihres Sohnes Deorovaldus der Kirche Saint-Symphorien („baselicae Sancti Sinfuriani“), in der dieser bestattet ist:

l.43: „...Item, pro remedium anemae meae vel ex demandacione bonae“
l.44: „recordationis fili mei Deorovaldi, villam, cui vocabulum est Latiniaco, sita in territuri[o]“
l.45: „Meldinse, cum campis, colonecis ad eadem pertinentes, cum pratis, pascuis, silvis, vel in“
l.46: „[o]mni jure et termino suo, quia in portione supramemorati filii mei Derovaldi obvenit, cum“
l.47: „omni integritate baselicae Sancti Sinfuriani, ubi saepultura habere dinuscitur, pro requiem“
l.48: „ejus dari praecipio...“

Vermutlich durch Gütertausch gelangte das Landgut später in den Besitz des Königs Dagobert I., der es 636/637 durch eine Schenkung der Abtei Saint-Denis überließ, wie in den Gesta Dagoberti überliefert ist.
Im Text des Testamentes wird für den Fall des Verstoßes gegen den Willen der Erblasserin der Begriff anathimatus im Sinne von exkommuniziert in einer ähnlichen Formulierung verwendet wie im Beschluss des Konzils von Tours im Jahr 567, was für die Erstellung des Testamentes nach 567 spricht:

l.87: „etiam constitui, si qu[i]s contra hanc t[e]stamentum venire voluerit aut voluntatem meam“
l.88: „in aliquo corrumpere t[e]mptaverit, a c[o]mmunione omnium sanctorum et a liminebus ecclisia[rum]“
l.89: „efficeatur extraneus et insuper [an]te tribunal Christi anathimatus permaneat.“

Einer der Unterzeichner des Testaments, Mummolus, der im Testament als comes bezeichnet wird (l.91: „Signum [croix] Ermineth[r]udiae, testatric[is]. [croix] Mummolus, comes, rogante et praesente“), könnte mit dem bei Gregor von Tours in Geschichte der Franken als praefectus bezeichneten Mummolus († 584) – nicht zu verwechseln mit Mummolus († 585) – identisch sein, der im Jahr 584 zu Tode kam. Das Testament müsste dann vor 584 verfasst worden sein.

## Datierung der Abschrift
Im 17. Jahrhundert wurde die Abschrift von dem Benediktinermönch Jean Mabillon als Original eingestuft und um 700 datiert. Erst im 20. Jahrhundert wurde diese Datierung in Frage gestellt. In ihrer Publikation Chartae Latinae Antiquiores von 1982 identifizierten der Diplomatiker Hartmut Atsma und der Kodikologe und Paläograf Jean Vezin die Abschrift als Kopie und nahmen eine frühere Entstehung an. Der Epigrafiker Jean-Pierre Laporte schlug in seinem 1986 erschienenen Aufsatz Pour une nouvelle datation du testament d’Ermentrude die Zeitspanne von 590 bis 630/645 vor.
Da sich ab 670 Pergament als Beschreibstoff durchsetzte, könnte auch die Verwendung von Papyrus für eine Datierung der Abschrift in die erste Hälfte des 7. Jahrhunderts sprechen. Auch weist der Stil der Kursive große Ähnlichkeiten mit merowingischen Dokumenten aus der Zeit um 625/650 auf, was für eine Datierung der Kopie vor 650 bzw. um 625 spricht.

## Inhalt
Der Text ist nicht vollständig erhalten. Einige Angaben zu den eingesetzten Erben und den zu vererbenden Gütern wie auch das Datum, an dem das Testament erstellt wurde, fehlen. Zu dem Vermächtnis gehören die zwischen Paris und Meaux gelegenen Güter der Erblasserin, ein Landgut in Lagny-sur-Marne, Weinberge bei Noisy-le-Sec, bei Thorigny-sur-Marne und an anderen Orten, Mobiliar, Sklaven, Vieh, ein Pferd, zwei Kutschen mit Geschirr, Decken, Bettzeug, Werkzeuge, Gold-, Silber- und Bronzeschmuck.
In ihrem Testament setzt Erminethrudis ihre Enkel, die namentlich genannt werden, und andere Mitglieder ihrer Familie als Erben ein. Es werden auch ein Mädchen namens Sunnechilde und eine Magd, Lueria, mit ihrem Sohn Leudino bedacht:

l.22: „… et puella, nomine“
l.23: „Sunnechilde, et ancilla, nomine Lueria, cum filio Leudino, …“

Erwähnt werden außerdem die Kirchen „baselicae Sancti Petri“, „baselicae Domnae Mariae“, „baselicae Domni Stefani“, „baselicae Domni Gervasi“, „ecclisiae vici Bonisiacinsis“, „Baselicae Sancte Cruces vel Domni Vincenti“, „baselicae Sancti Dionisi“, „baselicae Sancti Martini Ciperente“ und klösterliche Gemeinschaften in Paris und der Umgebung.
Der Kathedrale Notre-Dame auf der Île de la Cité in Paris wird eine große Silberschale im Wert von 50 solidos zugesprochen:

l.39: „...Sacrosancte ecclesiae civitatis Parisiorum, missu[rio] argenteo, valente solidos“
l.40: „quinquaginta, …“

Das Testament enthält somit erste Belege für die in der Kathedrale Notre-Dame aufbewahrten Kunstgegenstände und gibt einen Einblick in das Bestreben der Testamentsverfasserin, durch ihre Schenkungen ihr Seelenheil zu erlangen und der Nachwelt im Gedächtnis zu bleiben.
Neben Erminethrudis haben das Dokument vier Zeugen unterzeichnet: Mummolus, Scupilio, Munegiselus, Baudacharius.

l.90: „Actum Parisiu[s], s[u]b die et tempore [su]prascripto.“
l.91: „Signum [croix] Ermineth[r]udiae, testatric[is]. [croix] Mummolus, comes, rogante et praesente“
l.92: „Ermenethrude, h[u]nc testamentum subscripsi. Scupilio, spatarius, rogante Erminethru[di]ae,“
l.93: „huic testamentum subternotavi, die et a[n]no quibus supra. Munegiselus, rogante et praesente Ermmine-“
l.94: „-thrude, hunc testamentum testis [su]bternotavi, die et anno quibus supra. Bauducharius, defensor, subs[cripsi].“

## Abschrift des Testaments
l.1 […?...]d. quicquid [......]g[…?...
l.2 …?...]s sacratissimus fiscus percipeat. Si vero omnia, quod in hunc testamentum inservi, in-
l.3-[tact]ta custodieris, quidquid tibi superius deligavi, in tuo jure, perenni tempore, permaneant.
l.4 [Si] quid in hunc testamentum cuicumque non depotavi, tibi, dulcissime fili, habere cupio. Similiter,
l.5 ex demandatione bonae memoriae Deor[ova]ldi, dono tibi canna argentea valente plus minus
l.6 solidos XXV et, a parte mea, dono tibi cauco argenteo valente solidos XXX et medietatem ovium, quas
l.7 [Vi]gilius adtendit cum pastore nomine Gaugiulfo. Simili modo, de Latiniaco et Balbiniac[o, …?...
l.8 ta]m vestis quam aeramen vel utinsilia et de bovebus ex omnia medietatem, tibi dulcissim[e
l.9 fi]li, habere praecipio. Pari conditione, ex demandatione bonae memoriae Deorovaldi,
l.10 dono tibi, dulcissime fili, de portione ejus et de proprietate mea, mancipia his nominebus:
l.11 Unnegiselo, Aunemundo et filias Patricio, id est Fedane et Ausegunde [et] Agnechilde et Baccione,
l.12 cum gregim porcorum; vineae pedaturas duas, sitas in monte Maurilioni, quas Theodaharius
l.13 et Garimundus colent, vineae pedatura tertia, sita in monte Metobaure, cum vinitore Gun-
l.14-tachario; [vinea]e pedatura quarta, sita Tauriniaco, quem Imneredus colit cum vinetore Mu-
l.15-negisilo; [v]ineae p[e]datura quinta, sita in monte Vultoricino, quem Sev[i]l[a] colit cum [ipso
l.16 v]initore; haec omnia suprascribta, tibi, dulcissime fili, ex mea voluntate vel e[x
l.17 de]mandacione dive memoriae Deorovaldi, habere constitui. Vinea, sita in monte Me-
l.18-....] quem Habundancius colit, medietatem sancte eccl[esiae …]eliense dare prae-
l.19-cipio; aliam medieta[t]em de ipsa vinea dulciss[im]o nepoti meo Bertigisilo habere jubeo. Uinea, quam Agi[…?...]
l.20 femina tenuit et vineam, quem Imnacharius col[it], d[u]lcissimae nepti meae Deorouarȩ, cum ipso Imnachario,
l.21 habere praecipio. Vinea plantas, qui sunt secus vineam Sevilani, dulcissimo nepoti meo
l.22 Berterico habere praecipio. Vinea, quem Vincimalus in monte Vultoricino colit, et puella, nomine
l.23 Sunnechilde, et ancilla, nomine Lueria, cum filio Leudino, dulcissimae norae meae Bertouarae
l.24 habere jubeo. Item dulcissimo nepoti meo Bertegisilo, ichriario argenteo et mancipia his nominebus:
l.25 Sunniulfo et sorore ejus Gibethrude et filias Anthimio et filio Theo[…]nae juniore habere cons-
l.26-tituo. Nepti meae Deorouare, scutella argentea cruciclata et mancipia his nominebus:
l.27 Tanechildem, Imnegunthem, Imnegisilum et lectaria ad lecto uno, qui melior fuerit, et puero,
l.28 nomine Gundofredo, et ancilla, nomine Thaigundem, necnon et puella, nomine Audechildem,
l.29 dari constituo. Dulcissimo nepoti meo Berterico, puero, nomine Medigisilo, habere jubeo. Baselicis
l.30 constitutis Parisius, id est: baselicae Sancti Petri, urcio argenteo, valente soledus duodece, et fibla
l.31 aurea gemmata [a]dmanto dari constituo; baselicae Domnae Mariae, gavata argentea valente
l.32 solidos duodece, et cruce aurea, valente solidos septe, dari jubeo; baselicae Domni Stefani, anolo aureo nigellato,
l.33 valente solidos quattuor, dari volo; baselicae Domni Gervasi, anolo aureo, nomen meu[m i]n se habentem scribtum, dari
l.34 prȩcipio; baselicae Sancti Sinfuriani, in qua bonae recordacionis filius meus Deorovaldus requiescit,
l.35 freno, valente solidos duodece, et caballo strato et carruca, in qua sedere consuevi, cum boves et lectaria,
l.36 cum omni stratura sua, pro devotione mea et requiem Deorovaldi, dari praecipio. Alia carruca,
l.37 cum boves vel omni stratura sua, ecclisiae vici Bonisiacinsis dari jubeo. Similiter, villarem, cui vocabulum
l.38 est Volonno, cum adjacentia sua, suprascribtae ecclisiae Bonisiacinse, pro remedium animae
l.39 meae, habere prȩcipio. Sacrosancte ecclesiae civitatis Parisiorum, missu[rio] argenteo, valente solidos
l.40 quinquaginta, dari prȩcipio. Baselicae Sancte Cruces vel Domni Vincenti, cocliaria argentea dece dari jubeo.
l.41 Lectaria par uno et vestimenti mei pareclo uno fratribus ad minsa baselicae Sancti Dionisi dari
l.42 praecipio. Alio pareclo vestimenti ad vico Bonisiaca fratribus dari constituo. Tertio pariclo
l.43 vestimenti Emilia ad vico dari jubeo. Item, pro remedium anemae meae vel ex demandacione bonae
l.44 recordationis fili mei Deorovaldi, villam, cui vocabulum est Latiniaco, sita in territuri[o]
l.45 Meldinse, cum campis, colonecis ad eadem pertinentes, cum pratis, pascuis, silvis, vel in
l.46 [o]mni jure et termino suo, quia in portione supramemorati filii mei Derovaldi obvenit, cum
l.47 omni integritate baselicae Sancti Sinfuriani, ubi saepultura habere dinuscitur, pro requiem
l.48 ejus dari praecipio. Similiter, porcario, nomine Gundilane, cum gregim porcorum, et Baudomere,
l.49 cum gregim ovium et troppo jumentorum, qui sunt ad suprascribta villa Latiniaco, supradictae
l.50 baselicae Sancti Sinfuriani habere jubeo. Goderico et Gunderico in suprascribtam villam, quem
l.51 [ba]selicae Domni Sinfuriani deligavi, ita jubeo ut laborent, unde ad ipsa baselica oblata
l.52 cotidiae ministretur. Leudulfo cum vinea, quem Sabucito colit, ad oraturio qui est in villa La-
l.53-tiniaco, unde ibidem oblata occurrat, dari volo. Baudulfus, Suinthaharius, similiter cum
l.54 boves ut laborent jubeo, unde oblata ad baselica Sancti Sinfuriani pro requiem Deorovaldi of-
l.55-feretur. Simili modo, vineae pedatura una, sita Tauriniaco et quem Pispo colit, base-
l.56-licae Domn[i G]eorgi Cala dari praecipio. Vineae pedatura una, sita in monte Buxata, quem Ju-
l.57-vinus colit, ecclisiae Bonisiacinse dari constituo. Vinea, quem Vuassio colit cum ipso Vuassione
l.58 necnon et vineam quem Sindedus in monte Ma[ure]lione colit et servo, nomine Theudo[a]ldo,
l.59 qu[i] ipsas jun[ctim] colere debeat, basel[ica]e Domni Sinfuriani de qui[b]us oblata [quotidie] minist[retu]r,
l.60 dari consti[tuo. V]ineae pedatura una, sita in monte Blixat[a], q[ue]m Leudefred[o co]lit, baselicae Sancti
l.61 Martini Ciperente dari jubeo. Libertorum meorum nomena in his testamento abnecti constitu[o]:
l.62 Medibergane, Honorio, Gundileubane, Piane, Suinthulfo, Ciuccirane, Hicchicione, Maxa uxore,
l.63 Chioberga, Sinderedo, Angilone, Leudefredo cum uxore Vuandilone, Chaideruna, Childeruna,
l.64 Thrasteberga, Theodachario, Vigilio cum uxore Sunnine, Agione cum filio suo Gardulfo, Vincimalo
l.65 cum uxore Maurella, Mellita cum filio suo juniore, Coccione cum filio suo Daigisilo, Mudilane
l.66 cum filiis suis Munegisilo et Monethrude, Acchione, Bonane, Leubosuintho, Gibulfo filio
l.67 Vigilio, Dommoruna, Childerimane, Basone, Childegiselo, Childegunthe, Chrodulfo, Asindeber-
l.68-gane, Monechilde, Aeterno, Bauderuna; hos omnes, cum omni peculiare eorum, tam areolas,
l.69 hospitiola, hortellos vel vineolas et cum id, quod in quibuslibet rebus habere videntur, liberos liberasque
l.70 esse praecipio et, quidquid exinde facere voluerint, habeant liberam potestatem. Similiter, Mum-
l.71-molane, cum omni peculiare suo, ingenuam esse praecipio; luminaria tantum in ecclisia
l.72 Bonisiaca ministrare stodeat. Vualacharium, cum omni peculiare suo et cum boves, quos baiolat,
l.73 ingenuum ea condicione esse dibeo, ut ligna tantum ad oblata faciendum ministrare pro-
l.74-curet. Gundefredo cum boves duos laborare praecipio unde cera ad baselica Domni Sinfuri-
l.75-ani conparetur. Martiniano, Theoderuna cum filio suo seniore, cum peculiare eorum, si-
l.76-cut suprascribti benemereti, ingenuos esse jubeo. Simili modo, pro remedium animae meaȩ
l.77 et ex demandatione fili mei Deorovaldi, Gygone, Septeredo cum uxore Goderuna, Theodonivia,
l.78 Baudonivia, Caranȩ, Patricio cum uxore Eusebia, Dagarico cum uxore Aurouefa, Ciuncioleno, Blidemundo
l.79 cum filia Blidechilde, Manileubo, Trasilane, Eumundo, Imneredo cum uxore Torigia, Chadulfo, Aridia,
l.80 Rocculane, Babiccione, Gunthiuera, hos omnes, cum omni peculiare, tam areolas quam hospi-
l.81-tiola, vineolas vel hortellos, cum id quod, praesenti tempore, habere videntur, ingenuus esse
l.82 constituo. Baudulfo et Suinthahario, cum boves, quos baiolant, laborare praecipio, unde
l.83 oblata ad baselica Domni Sinfuriani jugiter ministretur. Ita do, ita ligo, ita testor, ita vos
l.84 mihi, quiritis testimonium perhibetote testanti. Citeri citeraeque, proximi proximeque
l.85 ex heridis mihi estote, proculque habetote. Si que liturae vel caraxaturae in hoc test[a]-
l.86-mento meo sunt, ego feci fierique praecipi, dum mihi saepis volui recenseri. Addi
l.87 etiam constitui, si qu[i]s contra hanc t[e]stamentum venire voluerit aut voluntatem meam
l.88 in aliquo corrumpere t[e]mptaverit, a c[o]mmunione omnium sanctorum et a liminebus ecclisia[rum]
l.89 efficeatur extraneus et insuper [an]te tribunal Christi anathimatus permaneat.
l.90 Actum Parisiu[s], s[u]b die et tempore [su]prascripto.
l.91 Signum [croix] Ermineth[r]udiae, testatric[is]. [croix] Mummolus, comes, rogante et praesente
l.92 Ermenethrude, h[u]nc testamentum subscripsi. Scupilio, spatarius, rogante Erminethru[di]ae,
l.93 huic testamentum subternotavi, die et a[n]no quibus supra. Munegiselus, rogante et praesente Ermmine-
l.94-thrude, hunc testamentum testis [su]bternotavi, die et anno quibus supra. Bauducharius, defensor, subs[cripsi].
l.95 …]b[i]us, rogatus ab [E]rmin[et]hrude, h[u]nc test[am]ent[u]m es[......]t[…]pi.